# نجلة عماد
نجلة عماد (مواليد 1 ديسمبر 2004)، رياضية بارلمبية عراقية ولاعبة كرة طاولة. شاركت في دورة الألعاب البارالمبية الصيفية لعامي 2020 و2024، وحصلت على الميدالية الذهبية والفضية.

## سيرة
ولدت نجلة عماد لفتة الدايني في 1 ديسمبر 2004 في محافظة ديالى وسط العراق. فقدت نجلة عماد، في عمر الأربع سنوات، يدها وقدميها بعدما استهدفت عبوة سيارة والدها، وهو جندي في الجيش العراقي، في مدينة بعقوبة في محافظة ديالى مسقط رأسها، في العام 2008. فيما بعد اكملت مسيرتها الدراسية والرياضية بعد تفوقها في البطولات لتصبح لاعبة في المنتخب الوطني لكرة الطاولة في اللجنة البارالمبية، شاركت في بطولة الأندية التي نظمتها اللجنة البارالمبية وحصلت على المركز الأول على العراق.
كانت تتدرب بذراع واحدة ثم جاءت مشاركتها الأولى في بطولة العراق لتنس الطاولة (فئة المعاقين) على كرسي مدولب واستطاعت أن تحرز المركز الأول رغم كونها أصغر المشاركات سنا، بعدها انضمت للمنتخب الوطني.
بعد مشاركتها في بطولة تايلند الدولية عام 2018 (فئة المعاقين) وحصولها على المركز الثالث، قرر رئيس اتحاد تنس الطاولة للمعاقين سمير الكردي تحويلها إلى اللعب وقوفا وبأطراف صناعية.

## المشاركات الرياضية
في العام 2016 حصلت على المركز الثالث في بطولة الأردن وشاركت في بطولة آسيا في الإمارات عام 2017 ومنافسات تايلند الدولية عام 2018، وبطولات 2019 في مصر إذ شاركت مرتين وحصلت على المركز الأول والثاني، كما كانت لها مشاركات في الأردن وبولندا، وفي الصين توجت بالمركز الأول، اما في اسبانيا عام 2020 فقد حصلت على المركز الأول، وشاركت أيضا في مهرجان يوم الشباب العالمي بحضور وزير الشباب والرياضة عدنان درجال، ومحافظ ديالى مثنى التميمي.
في سنّ الـ16 فقط، خطفت نجلة عماد الأنظار وحققت الميدالية الفضية في بارالمبياد 2020 في طوكيو، لتعود وتدخل التاريخ في بارالمبياد 2024 في باريس، وتهدي العراق الميدالية الذهبية الأولى على الإطلاق في الألعاب البارالمبية.